# Leticia Teleguario
Leticia Teleguario là một chính trị gia Guatemala. Bà từng là Bộ trưởng Bộ Lao động và Phúc lợi Xã hội của Guatemala cho đến tháng 9 năm 2018.